# POWER6
POWER6 — продолжение линейки процессоров POWER компании IBM. Входит в проект eCLipz (эклипс), задача которого — конвергенция серверного оборудования IBM везде, где это может быть практичным. Три последние буквы проекта обозначают iSeries, pSeries, zSeries.
Характеристики процессора были описаны на Международной конференции по твердотельным устройствам, проходившей в феврале 2006 года, а дополнительные детали предоставлены на микропроцессорном форуме (Microprocessor Forum) в октябре того же года, а затем и на последующей конференции по твердотельным устройствам. Официально процессор был объявлен компанией 21 мая 2007 года.

## Описание
POWER6 состоит из примерно 790 млн транзисторов и имеет площадь 341 мм² при технологическом процессе 65 нм. Начал выпускаться 8 июня 2007 г. с частотами 3,5 ГГц, 4,2 ГГц, 4,7 ГГц, однако в IBM заявляют, что опытные образцы достигают частоты в 6 ГГц. Первые кремниевые прототипы были изготовлены в середине 2005 года, а в мае 2008 года была достигнута частота 5 ГГц.
Доктор Франк Солтис, главный научный специалист IBM, отметил, что компании удалось решить проблему утечек энергии на столь высокой частоте, применив комбинацию из 80-нм и 65-нм технологий.
Процессор имеет два ядра и 128 КБ кэш 1 уровня (поделенный на 64 КБ кэш данных и 64 КБ кэш инструкций), восьми-ассоциативный, 2-уровневый конвейер, выполняющий два независимых чтения по 32 бита или одно 64-битовое за тактовый цикл. Каждое из ядер обладает 4 МБ кэш-памяти 2 уровня, частично разделяемого между ними (одно из ядер получает кэш под своё управление, второму предоставляется к нему быстрый доступ). Процессору выделяется 32 МБ кэша 3 уровня на отдельном кристалле, присоединенного к шине с пропускной способностью 80 ГБ/с.
Каждое из ядер способно выполнять два потока команд одновременно и включает два целочисленных блока, два блока двоичных вычислений с плавающей точкой, один блок десятичных вычислений с плавающей точкой. Впервые десятичные вычисления были реализованы на аппаратном уровне. Для этого задействованы 50 новых команд, осуществляющих математические операции и перевод из двоичной в десятичную систему счисления и обратно. Расширение адресовано серверам семейства System z.
В процессоре также присутствует блок AltiVec, соблюдены требования новой шины Power ISA v.2.03. Несколько процессоров могут быть объединены в единый векторный процессор, т. н. ViVA-2 (Virtual Vector Architecture).
Одно из главных отличий от архитектуры POWER5 заключается в том, что IBM сознательно отказалась от внеочередного исполнения команд и заменила его последовательным исполнением. Такое серьёзное изменение означает, что для «выжимания» максимальной производительности старые программы должны быть перекомпилированы. Тем не менее, согласно заявлению старшего конструктора компании, даже на неизмененных старых программах новый процессор значительно опережает предшественников.
В многопроцессорной конфигурации допустимо соединение до 32 процессоров через две шины межпроцессорного обмена (50 ГБ/с). Поддерживается параллельная работа до 1024 виртуальных машин.
Процессор поставляется в многочиповом корпусе MCM, аналогично POWER5. В корпусе размещается до 4 процессоров POWER6 и общий кэш 3 уровня. Присутствует интерфейс контролирующего процессора, который может наблюдать и управлять потреблением энергии и производительностью по заданному графику.

## Применение
Процессор встраивается в системы IBM System i 570 и System p 570 (довольно похожие между собой), которые могут быть сконфигурированы на макс. 16 ядер и тактовую частоту 3,5, 4,2 и 4,7 ГГц. Обе системы способны работать на AIX версий 5.3L и 6, а также GNU/Linux и i5/OS.
В ноябре 2007 г. IBM объявила о создании блейд-модуля единичной ширины на основе POWER6 под названием JS22. Он включает в себя два процессора с тактовой частотой 4 ГГц и до 32 ГБ ОЗУ. Такой модуль может использоваться в блейд-серверах IBM’s BladeCenter S, H и HT с полной поддержкой виртуализации и деления на разделы. Модуль может работать под AIX версий 5.3L, 6 и GNU/Linux.
| Name        | Number of sockets | Number of cores | CPU clock frequency |
| ----------- | ----------------- | --------------- | ------------------- |
| 520 Express | 2                 | 4               | 4.2 GHz or 4.7 GHz  |
| 550 Express | 4                 | 8               | 4.2 GHz or 5.0 GHz  |
| 560 Express | 8                 | 16              | 3.6 GHz             |
| 570         | 8                 | 16              | 4.4 GHz or 5.0 GHz  |
| 570         | 16                | 32              | 4.2 GHz             |
| 575         | 16                | 32              | 4.7 GHz             |
| 595         | 32                | 64              | 4.2 GHz or 5.0 GHz  |

| Name             | Number of cores | CPU clock frequency | Blade slots required |
| ---------------- | --------------- | ------------------- | -------------------- |
| BladeCenter JS12 | 2               | 3.8 GHz             | 1                    |
| BladeCenter JS22 | 4               | 4.0 GHz             | 1                    |
| BladeCenter JS23 | 4               | 4.2 GHz             | 1                    |
| BladeCenter JS43 | 8               | 4.2 GHz             | 2                    |

## Будущие модели
Поскольку оригинальный процессор содержит дублирующиеся электронные цепи, поддержку мейнфрейм-команд и множество устройств сбережения энергии, высказывались планы по созданию «облегченной» версии, которая бы потребляла меньше энергии и была бы удобна для использования, например, в блейд-модулях. Также запланирована одноядерная версия процессора. Планируется выпуск The POWER6L — облегченной версии, ориентированной на класс процессоров PowerPC 970, а также возможен выпуск POWER6UL, максимально упрощенной версии.
В IBM исследуют методы изготовления четырёхъядерной версии процессора по технологическому процессу 45 нм.
В 2009 году была выпущена версия POWER6+.